# Strelitzia
Genre
Classification APG III (2009)
Strelitzia est un genre de plantes ornementales de la famille des Strelitziaceae. Son nom honore la mémoire de la reine Charlotte d'Angleterre, née duchesse de Mecklembourg-Strelitz. Botaniste à ses heures, la reine figura au nombre des fondateurs des Jardins botaniques royaux de Kew.
L'un de ses noms vernaculaires est aussi « oiseau de paradis », sûrement par analogie de forme de sa floraison avec le plumage spectaculaire du paradisier ou véritable « oiseau de paradis ».

## Description
Ce genre contient uniquement des espèces africaines, mais Strelitzia reginae et Strelitzia nicolai sont fréquemment utilisés dans les jardins tropicaux autour du monde, comme plantes d'ornement. Tous les Strelitzia sont originaires d'Afrique australe. Ces plantes portent également le nom d'oiseaux de paradis en raison de la forme de la fleur rappelant la tête d'un oiseau. Faisant partie de l'ordre des Zingiberales, les Strelitzia ont un aspect caractéristique avec leurs larges feuilles coriaces et leurs inflorescences contenues dans un étui foliacé.

## Liste d'espèces
Selon World Checklist of Selected Plant Families (WCSP) (20 mars 2012) :
- Strelitzia alba  (L.f.) Skeels (1788)
- Strelitzia caudata R.A.Dyer (1946)
- Strelitzia juncea  Link (1821)
- Strelitzia nicolai Regel & K.Koch (1858)
- Strelitzia reginae Banks. (1788)  Espèce sans doute la plus connue.
  - Strelitzia reginae subsp. mzimvubuensis van Jaarsv. (2007)
  - Strelitzia reginae subsp. reginae

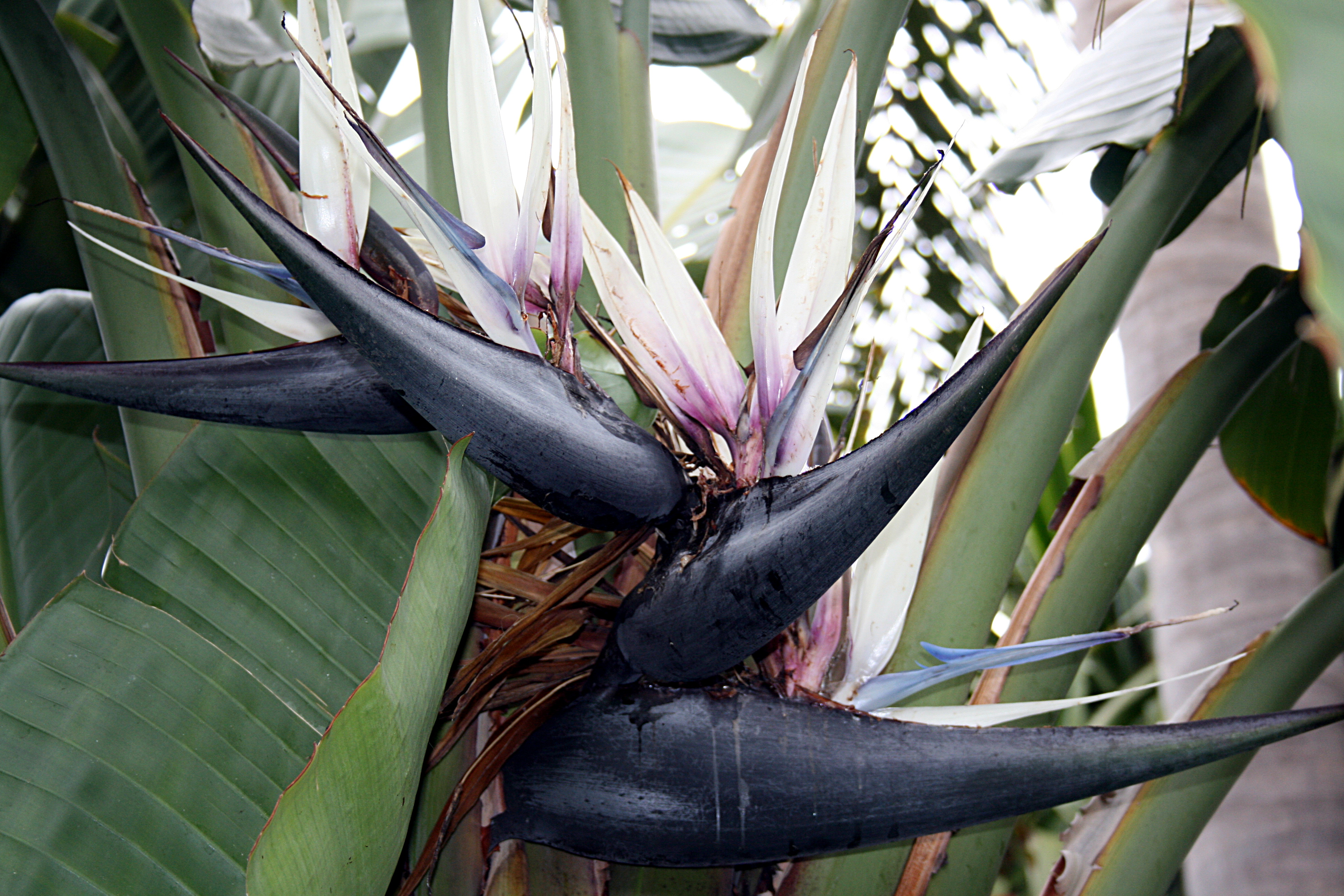
Funchal: Strelitzia nicolai

Attention : Mandela's Gold et Strelizia Dwarf sont des variétés de Strelitzia reginae obtenus par des techniques horticoles (voir plus bas le descriptif des espèces).

## Espèces aux noms synonymes, obsolètes et leurs taxons de référence
Selon World Checklist of Selected Plant Families (WCSP) (20 mars 2012) :
- Strelitzia alba subsp. augusta  (Thunb.) Maire & Weiller  (1959 publ. 1960) = Strelitzia alba  (L.f.) Skeels (1788)
- Strelitzia alba subsp. nicolai  (Regel & K.Koch) Maire & Weiller (1959 publ. 1960)  = Strelitzia nicolai Regel & K.Koch (1858)
- Strelitzia angusta  D.Dietr. (1839), orth. var. = Strelitzia alba  (L.f.) Skeels (1788)
- Strelitzia angustifolia  W.T.Aiton (1811) = Strelitzia reginae subsp. reginae
- Strelitzia augusta  Thunb. (1792) = Strelitzia alba  (L.f.) Skeels (1788)
- Strelitzia cucullata  Volut (1930) = Strelitzia reginae subsp. reginae
- Strelitzia farinosa  W.T.Aiton (1811) = Strelitzia reginae subsp. reginae
- Strelitzia gigantea  J.Kern. (1796) = Strelitzia reginae subsp. reginae
- Strelitzia glauca  A.Rich. (1831) = Strelitzia reginae subsp. reginae
- Strelitzia humilis  Link (1821) = Strelitzia reginae subsp. reginae
- Strelitzia × kewensis  S.A.Skan (1910) = Unplaced Name
- Strelitzia ovata  W.T.Aiton (1811 ) = Strelitzia reginae subsp. reginae
- Strelitzia parvifolia  W.T.Aiton (1811) = ) = Strelitzia reginae subsp. reginae
- Strelitzia parvifolia var. juncea  Ker Gawl. (1821) = Strelitzia juncea  Link (1821)
- Strelitzia principis  Andrews ex Spreng. (1824) = Strelitzia juncea  Link (1821)
- Strelitzia prolifera  Carrière (1869) = Strelitzia reginae subsp. reginae
- Strelitzia pumila  Planch. (1856) = Strelitzia reginae subsp. reginae
- Strelitzia quensonii  Lem. (1863) = Strelitzia nicolai Regel & K.Koch (1858)
- Strelitzia regalis  Salisb. (1796), nom. illeg. =  Strelitzia reginae subsp. reginae
- Strelitzia reginae var. crinita  W.J.Richards (1887) = Strelitzia reginae subsp. reginae
- Strelitzia reginae var. farinosa  (W.T.Aiton) Baker (1893)  = Strelitzia reginae subsp. reginae
- Strelitzia reginae var. flava  Gouas (1857) = Strelitzia reginae subsp. reginae
- Strelitzia reginae f. flava  (Gouas) Siebert & Voss (1895) = Strelitzia reginae subsp. reginae
- Strelitzia reginae var. glauca  (A.Rich.) Baker (1893) = Strelitzia reginae subsp. reginae
- Strelitzia reginae var. humilis  (Link) Baker (1893) = Strelitzia reginae subsp. reginae
- Strelitzia reginae f. humilis  (Link) Siebert & Voss (1895) = Strelitzia reginae subsp. reginae
- Strelitzia reginae var. juncea  (Ker Gawl.) H.E.Moore (1975) = Strelitzia juncea  Link (1821)
- Strelitzia reginae subsp. juncea  (Ker Gawl.) Sm. (1821) = Strelitzia juncea  Link (1821)
- Strelitzia reginae subsp. latifolia  Maire & Weiller (1959 publ. 1960), nom. inval. = Strelitzia reginae subsp. reginae
- Strelitzia reginae var. lemoinieri  Miellez ex Planch. (1880) = Strelitzia reginae subsp. reginae
- Strelitzia reginae var. ovata  (W.T.Aiton) Baker (1893) = Strelitzia reginae subsp. reginae
- Strelitzia reginae subsp. parvifolia  (W.T.Aiton) Maire & Weiller (1959 publ. 1960) = Strelitzia reginae subsp. reginae
- Strelitzia reginae var. rutilans  C.Morren (1846) = Strelitzia reginae subsp. reginae
- Strelitzia reginae var. spathulata  Maire & Weiller  (1959 publ. 1960), nom. inval. = Strelitzia reginae subsp. reginae
- Strelitzia rutilans  C.Morren (1846) = Strelitzia reginae subsp. reginae
- Strelitzia spathulata  Volut  (1930) = Strelitzia reginae subsp. reginae
- Strelitzia teretifolia  Barrow ex Steud. (1841), nom. inval. = Strelitzia juncea  Link (1821)

## Culture et caractéristiques
Les Strelitzia sont des plantes poussant sous un climat tropical, il est donc délicat de les cultiver sous un climat tempéré à l'extérieur. Cependant, en situation abritée, Strelitzia reginae et Strelitzia nicolai peuvent être plantés au bord de la Méditerranée ou en climat océanique doux (Bretagne), mais il ne faut pas que la température descende en dessous de 0 °C. On peut également les cultiver en pot et les sortir seulement lorsque la température le permet. Cependant, les Strélitzias sont des plantes vigoureuses et de grande taille, ce qui complique leur culture en pot, mais elles peuvent très bien pousser dans de grands bacs d'au moins 30 litres. Ces plantes poussent dans un sol riche en humus et profond, mais bien drainant: un bon mélange est 1/3 de terre de jardin, 1/3 de terreau et 1/3 de sable grossier. Un arrosage copieux en été est nécessaire, en hiver le substrat doit tout juste rester humide. Les espèces Strelitzia juncea, Strelitzia caudata et Strelitzia alba sont beaucoup plus rares en culture.
- Strelitzia reginae est l'espèce la plus connue : feuilles oblongues portées par de longs pétioles élancés, magnifiques fleurs mêlant le bleu et l'orange, portées aussi par une longue tige. Mesurant entre 1,50 et 2 m de haut. On peut trouver 2 cultivars : Mandela's gold, l'orange est remplacé par un beau jaune d'or, le bleu foncé par un bleu clair ; la fleur est plus délicate mais moins fournie. Strelitzia reginae ssp humilis (ou bien encore Strelitzia reginae ssp dwarf -nain en anglais-) : variété naine ne dépassant pas le mètre, elle est donc idéale pour la culture en pot. À noter que scientifiquement parlant, cette variété n'est plus reconnue à part entière.
- Strelitzia juncea porte des fleurs et un port semblables à l'espèce précédente, mais les feuilles sont fines, allongées et cylindriques à la manière d'un roseau dont la plante porte le nom. Taille identique.
- Strelitzia nicolai est la plus grande espèce, puisqu'elle peut mesurer jusqu'à 10 m. Au début de sa croissance cette plante a un port en éventail, puis peu à peu elle grandit perdant les feuilles à la base et forme un tronc. Elle prend alors le port d'un bananier, auquel elle est d'ailleurs apparentée. Ses fleurs sont immenses et peuvent mesurer plus de 30cm de long ; elles sont noires et crème.
- Strelitzia alba est très ressemblante à l'espèce précédente, mais avec des proportions plus modestes, jusqu'à 6 m. Elle porte des fleurs blanches et bordeaux.
- Strelitzia caudata est originaire des montagnes du Zimbabwe, elle est quasi introuvable en culture et mesure environ 8 m de haut. Fleurs identiques.

## Dans la culture
- La Strelitzia apparaît dans la série de science-fiction Farscape. Elle est, pour des extra-terrestres agressifs appelés "Scarrans", un mets délicat qui leur confère une intelligence leur permettant de rivaliser avec les autres peuples. Etant rare dans leur univers, les cultures sont gardées comme un trésor et constituent l'un des points faibles de l'espèce[3].
- Dans l'animé DARLING in the FRANXX, la Strelitzia est le nom donné au Franxx utilisé par Hiro et Zero Two. Il fait référence aux Pihis (oiseaux qui ne peuvent voler qu'à deux) et donc aux oiseaux du paradis.
- Dans le film Les Boys IV (Québec, Canada), l'oiseau du paradis fait référence à la nouvelle vie de Méo, un mafieux devenu fleuriste.
- Dans le jeu vidéo Kingdom Hearts χ (actuellement nommé Kingdom Hearts Union X Dark Road sur mobile), Strelitzia est une guerrière de la Keyblade, ainsi qu'un membre important des Dent-de-lions[réf. nécessaire].